# استر هوبارت موریس
 استر هوبرت موریس (انگلیسی: Esther Hobart Morris؛ ۸ اوت ۱۸۱۴ – ۲ آوریل ۱۹۰۲) یک قاضی اهل ایالات متحده آمریکا بود.